# Logor Lobor
Logor Lobor ili Loborgrad bio je sabirni logor pod upravom njemačkih snaga na području Nezavisne Države Hrvatske, u blizini Zlatara u Hrvatskom Zagorju. Ovo je bio jedini logor pod kontrolom Nijemaca na području Nezavisne Države Hrvatske, ako se izdvoji logor u Zemunu (Staro sajmište).
Logor je postojao od početka listopada 1941. do kraja listopada 1942. godine. U logoru su bile zatočene pretežno židovske žene s djecom s područja NDH i u manjem broju srpske žene s djecom također s područja NDH. Zatočenike ovog logora najvećim dijelom zarobili su ustaše i predali ih upravi logora, stoga strukture NDH snose nesumnjiv dio odgovornosti za stradanje logoraša, pogotovo jer je jedan dio logoraša ubijen u logoru Jasenovac. Najveći dio židovskih žena i djece iz logora Lobor prebačen je 1942. u logor Auschwitz gdje su ubijeni. Najveću odgovornost za stradanje logoraša logora Lobor snose njemačke okupacijske snage i nacistički opredijeljeni domaći Nijemci.
U logoru Lobor prema dostupnim je podacima umrlo od zaraznih bolesti i izuzetno loših uvjeta boravka oko 200 logoraša.

## Opći podaci o logoru
Logor je bio smješten u dvorcu nekadašnje aristokratske porodice Keglević udaljenom 7 km od Zlatara u Hrvatskom Zagorju.
Najveći broj zatočenika logora Lobor bile su Židovke s djecom iz Sarajeva i gradova sjeverozapadne Hrvatske, prije svega iz Zagreba. Kada je riječ o srpskim zatočenicima (također majke s djecom) većinom su bili podrijetlom iz Bosne i Hercegovine. Broj židovskih zatočenika bio je prilično veći od broja srpskih zatočenika u logoru. Logor Lobor je jedini logor koji je bio pod kontrolom Nijemaca u Nezavisnoj Državi Hrvatskoj, ako se izdvoji njemački logor u Zemunu. Ipak, većinu zatočenika logora Lobor zarobili su ustaše i predali ih Nijemcima, dok su neki logoraši logora Lobor prethodno bili zatočenici ustaških logora. Prvi logoraši prostigli su u logor Lobor početkom listopada 1941. godine. Radi se o oko 1300 žena s djecom pristiglih iz ustaškog logora Kruščica pored Viteza u srednjoj Bosni. U literaturi se navodi da je u prvom transportu pristiglo oko 370 Srpkinja s djecom, a da su svi ostali logoraši pristigli iz Kruščice bile Židovke s djecom. Židovski i srpski muškarci iz logora Kruščica bili su prebačeni u logor Jasenovac. Uvjeti boravka u logoru bili su vrlo nepovoljni, pogotovo zbog približavanja zime, a kapacitet logora bio je mali za prihvat većeg broja zatočenika od 800. Zbog toga je odlučeno da se starije zatočenice prebace u Zagreb u starački dom pod upravom Židovske bogoštovne općine, dok su Srpkinje s djecom bile prebačene u logor u Gornjoj Rijeci, između Križevaca i Novog Marofa. Ipak, broj zatočenica s djecom je tijekom cijelog razdoblja postojanja logora prelazio broj od 800 zbog pristizanja novih zatočenika, prije svega Židovski s djcom iz Sarajeva i Zagreba. U prosincu 1941. u logoru je bilo 1700 žena i djece. Najveći broj od oko 200 poznatih umrlih logoraša umro je od tifusa koji se pojavio krajem 1941., da bi kulminirao u prvoj polovici 1942.  godine. U lipnju 1942., u logoru je bilo 1025 zatočenika, od čega su 200 bila djeca. Od nešto više od 1000 žena samo je oko 200 bilo radno sposobno. Ipak, uvjeti u ovom logoru bili su podnošljiviji od nekih drugih logora u kojima su također bile zatočene žene s djecom, poput logora Stara Gradiška, s obzirom na to da logoraši u Loboru nisu neposredno ubijani, iako su ih ubijali vrlo loši uvjeti u logoru. Nijemci su u kolovozu 1942. odlučili da zatočenice i djecu iz logora Lobor prebace u četiri transporta u logor Auschwitz gdje ih je čekala smrt. Tijekom rujna i listopada 1942. u logor su pristizale manje grupe Židovki koje su do kraja listopada 1942. premještene u Jasenovac gdje su ubijene.